# فلم عائلة سيمبسون
فيلم عائلة سيمبسون (بالإنجليزية: The Simpsons Movie) وهو فيلم أمريكي كرتوني أنتج في عام 2007 على خلفية المسلسل الكرتوني الذي يحمل نفس الاسم عائلة سيمبسون ومن إخراج المخرج ديفيد سيلفرمان
جرت عدة محاولات سابقة وفاشلة لإنتاج فيلم عن نفس العائلة ولم ينجح أحد بذلك للافتقار إلى نص مناسب حتى قام مجموعة من المنتجين في العام 2001 بالتحضير لذلك والبدء الحقيقي في العام 2006.

## القصة
تعاني مدينة سبرينغفيلد من التلوث البيئي الشديد، ويتركز هذا التلوث في بحيرة المدينة. يجتمع أهل المدينة على تنظيف البحيرة ويقوم عمدة المدينة بإصدار قرار بمنع رمي أي نفايات فيها.
يلتزم أهل المدينة بذلك عدا هومر سمبسون الذي أقتنى خنزير في منزله وبدأ يجمع اوساخه وقاذوراته في حاوية معدنية ثم يقوم برميها في البحيرة.
يحصل تفاعل كيماوي خطير في البحيرة جراء رمي قاذورات الخنزير وتصبح البحيرة مستنقع مواد كيماوية.
تقوم مؤسسة حماية البيئة وكالة حماية البيئة الأمريكية بإقناع الرئيس شوارزينغر بالإشارة إلى الممثل ارنولد شوارزينجر بمعاقبة أهل المدينة عن طريق حجز المدينة تحت قبة زجاجية مقاومة.
يعرف أهل المدينة أن هومر سمبسون هو السبب وراء هذا الحجز ويقررون قتله، يهرب هومر مع عائلته إلى ألاسكا حيث الثلوج.
يظهر خبر في التلفزيون يدل العائلة على أنه سيتم قصف مدينة سبرينغفيلد لمحوها بشكل كامل مع السكان، وهنا تقرر الزوجة والأبناء إنقاذ المدينة من ذلك بعد رفض هومر لمساعدتهم لأنهم حاولوا قتله.
تترك مارج وأولادها هومر ويذهبوا ليحذروا أهل مدينة سبرينغفيلد من التفجير وعندها يشعر هومر بالوحدة والضياع بعد ترك العائلة له ويقرر الانضمام لهم لإنقاذ المدينة.
يقوم هومر مع ابنه بارت بركوب دراجة نارية حاملين معهم القنبلة التي ستُفجر بها المدينة ويرمونها خارج القبة حيث يحدث انفجار كبير وتتكسر القبة ويتم إنقاذ أهل المدينة.
و هومر دائمأً يظهر بشكل إنسان ارعن متخلف لا يستحق الحياة.

## الممثلون
هناك ستة أشخاص رئيسية يقومون بتأدية أصوات شخصيات المسلسل. ثلاثة منهم يقومون بتأدية عدة أصوات بنغمات مختلفة :
- دان كاستلانيتا -Dan Castellaneta : يؤدي شخصية (هومر سمبسون-المهرج كراستي-بارني).

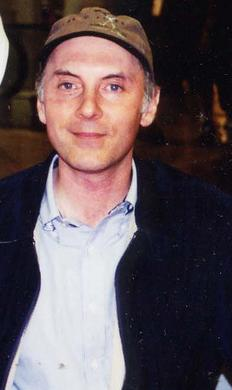
دان كاستلانيتا

- نانسي كارترايت - Nancy Cartwright : تؤدي شخصية (بارت سمبسون-نيلسون منتز-تود فلاندرز-رالف ويغوم).
- جولي كافنر -Julie Kavner : تؤدي شخصية (مارج سمبسون-باتي-سيلما).
- ياردلي سميث - Yeardley Smith : تؤدي صوت (ليزا سمبسون).
- هانك آزاريا- Hank Azaria : بدور : مو - كلانسي ويغام - كليتس - أبو وغيرهم.
- هاري شيرر - بدور برنز - فلاندرز - لوفجوي - سميذرز - هيبرت وغيرهم.
- كما ظهرت شخصية الفنان توم هانكس في هذا الفيلم وقام هو بنفسه بالأداء الصوتي لهذه الشخصية.

## وصلات خارجية
- The Simpsons Movie
- مقالات تستعمل روابط فنية بلا صلة مع ويكي بيانات
- فلم عائلة سيمبسون على موقع أول موفي.